# Belofte van Lesotho
De Belofte van Lesotho (Lesotho Promise) is de op veertien na grootste onbewerkte diamant die ooit werd gevonden. Hij werd op maandag 9 oktober 2006 in Antwerpen verkocht aan de South African Diamond Corporation (Safdico) voor 12,36 miljoen dollar (10 miljoen euro).

## Oorsprong
De steen werd bovengehaald op 22 augustus 2006 uit de Letsengmijn door mijnwerker Sam Matekane van het bedrijf Gem Diamonds.

## Eigenschappen
- 603 karaat (circa 120 gram)
- Hoogste kleurgradatie D (exceptioneel wit +)